# 落馬洲駅
落馬洲駅（らくばしゅうえき、正体字: 落馬洲站、英文表記: Lok Ma Chau Station）は香港新界元朗区にある、香港鉄路（MTR）東鉄線落馬洲支線の駅である。香港辺境禁区と呼ばれる地域に含まれる。

## 歴史
- 2007年8月15日 - 開業。
- 2020年2月4日 - 新型コロナウイルス蔓延防止の為、この日をもって一時閉鎖[1][2]。
- 2023年1月15日 - 通常運行を再開。

## 駅構造

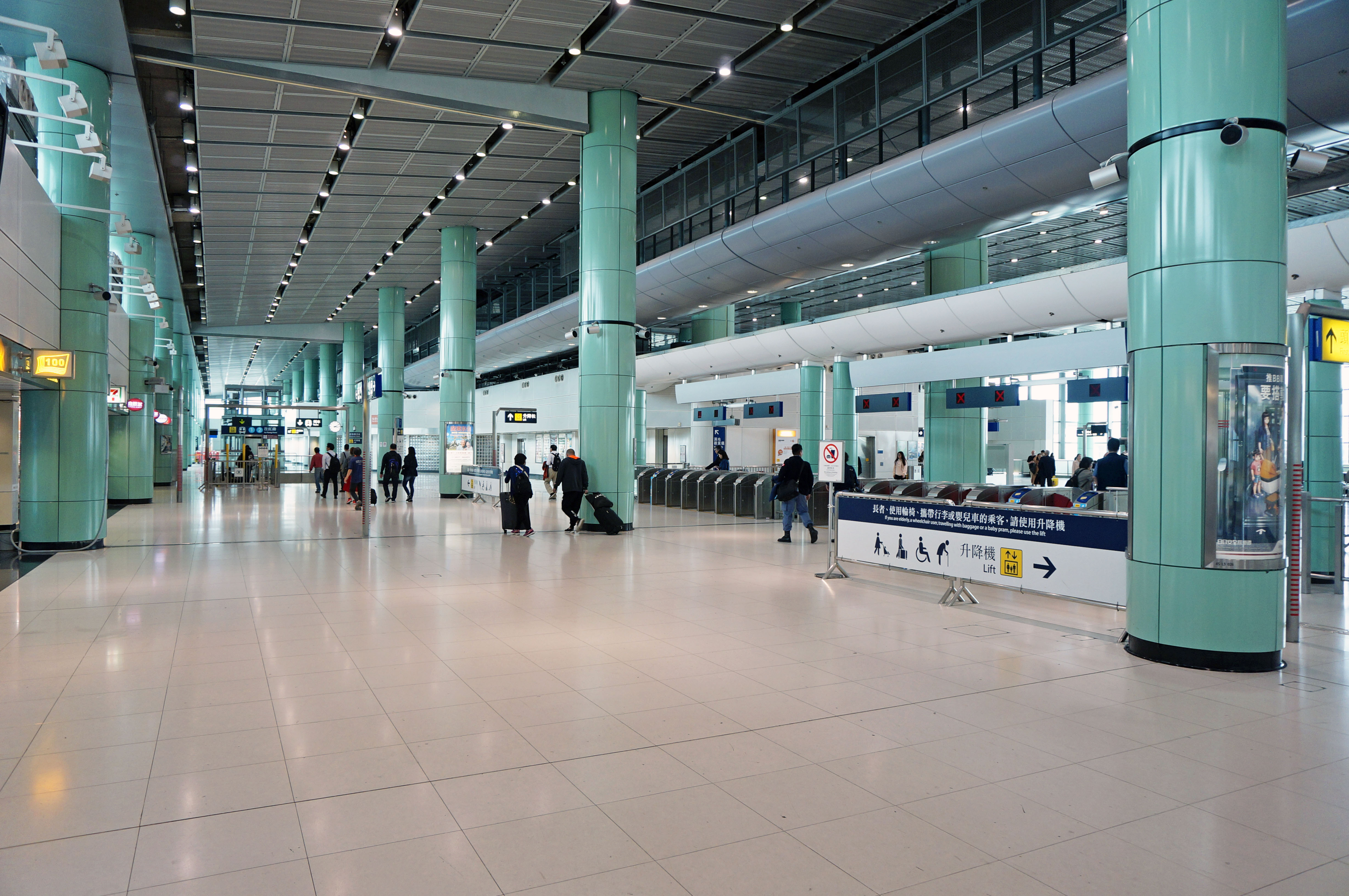
改札階コンコース

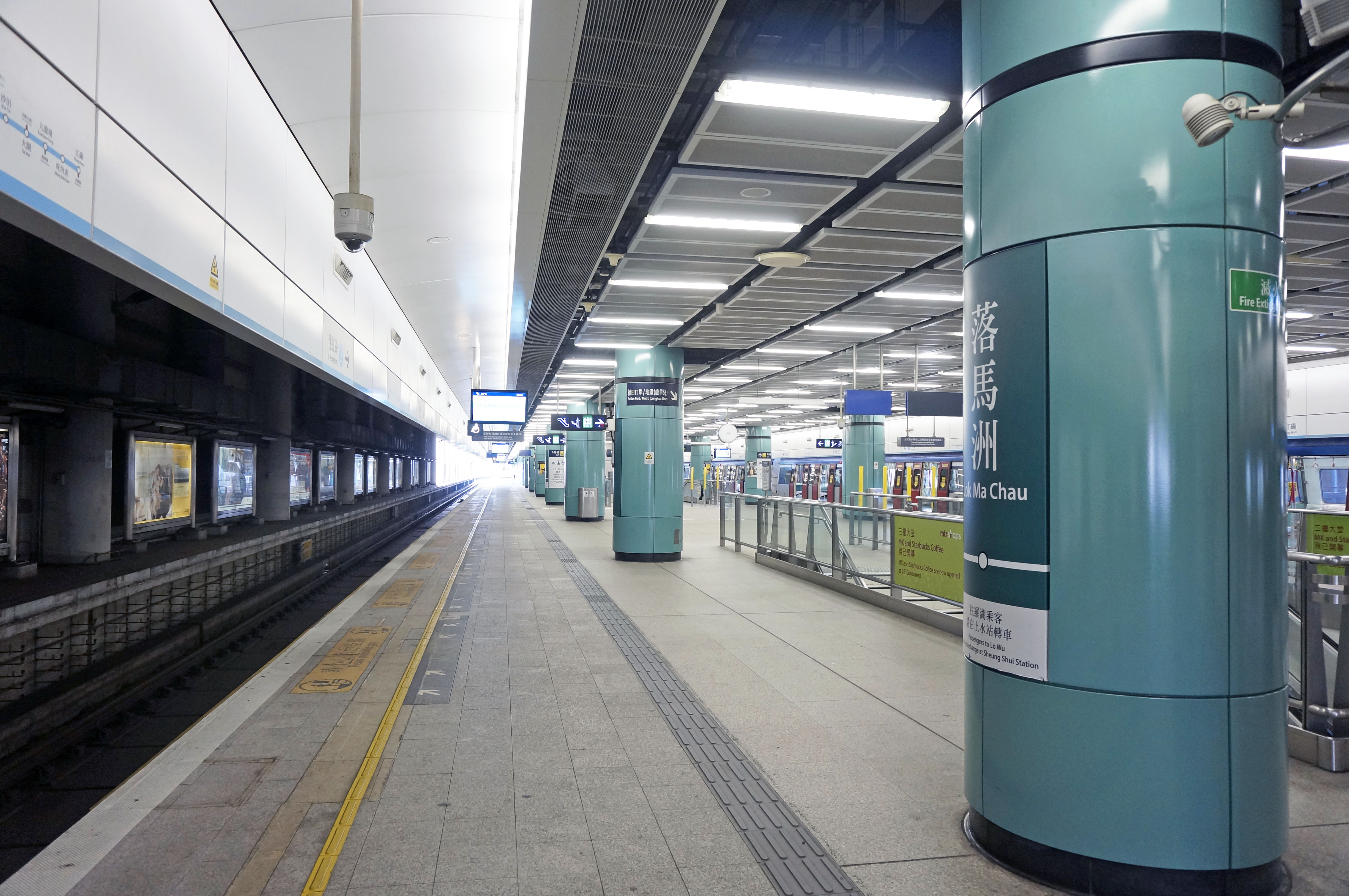
プラットホーム

島式ホーム1面2線を有する地上駅。コンコースはホーム階より上と下にそれぞれ位置しているが、上のコンコースは乗車専用、下のコンコースは下車専用と役割が分かれている。
当駅は羅湖と同じく入出境のための施設であるので、通路には逆行禁止の箇所がある。当駅発着の路線バスと東鉄線を相互に乗り換えることは不可能である。また、深圳から香港に入境した後、バス乗り場に出てしまうと、通路を戻って東鉄線の駅へは行くことはできない。
| L3 T   | チケットロビー                 | サービスセンター、インフォメーションセンター、売店、ATM |
| L2 A   | 歩道橋                         | 深圳から落馬洲への歩道                                  |
| L2 A   | 香港到着ロビー                 | 香港入境事務所・香港税関                                |
| L2 A   | 香港到着ロビー                 | 公共交通発車場所、売店、トイレ                          |
| L2 P   | ➋番線                          | ■東鉄線金鐘方面→                                        |
| L2 P   | 島式ホーム，左／右側の扉が開く |                                                         |
| L2 P   | ➊番線                          | ■東鉄線金鐘方面→                                        |
| L1 D   | 歩道橋                         | 深圳福田口岸への通路                                    |
| L1 D   | 香港出発ロビー                 | 香港入境事務所・香港税関、売店                          |
| L1 D   | 香港出発ロビー                 | サービスセンター、売店、ATM、トイレ                     |
| G 地面 | -                              | 出口、公共交通発着場所                                  |

## 駅周辺

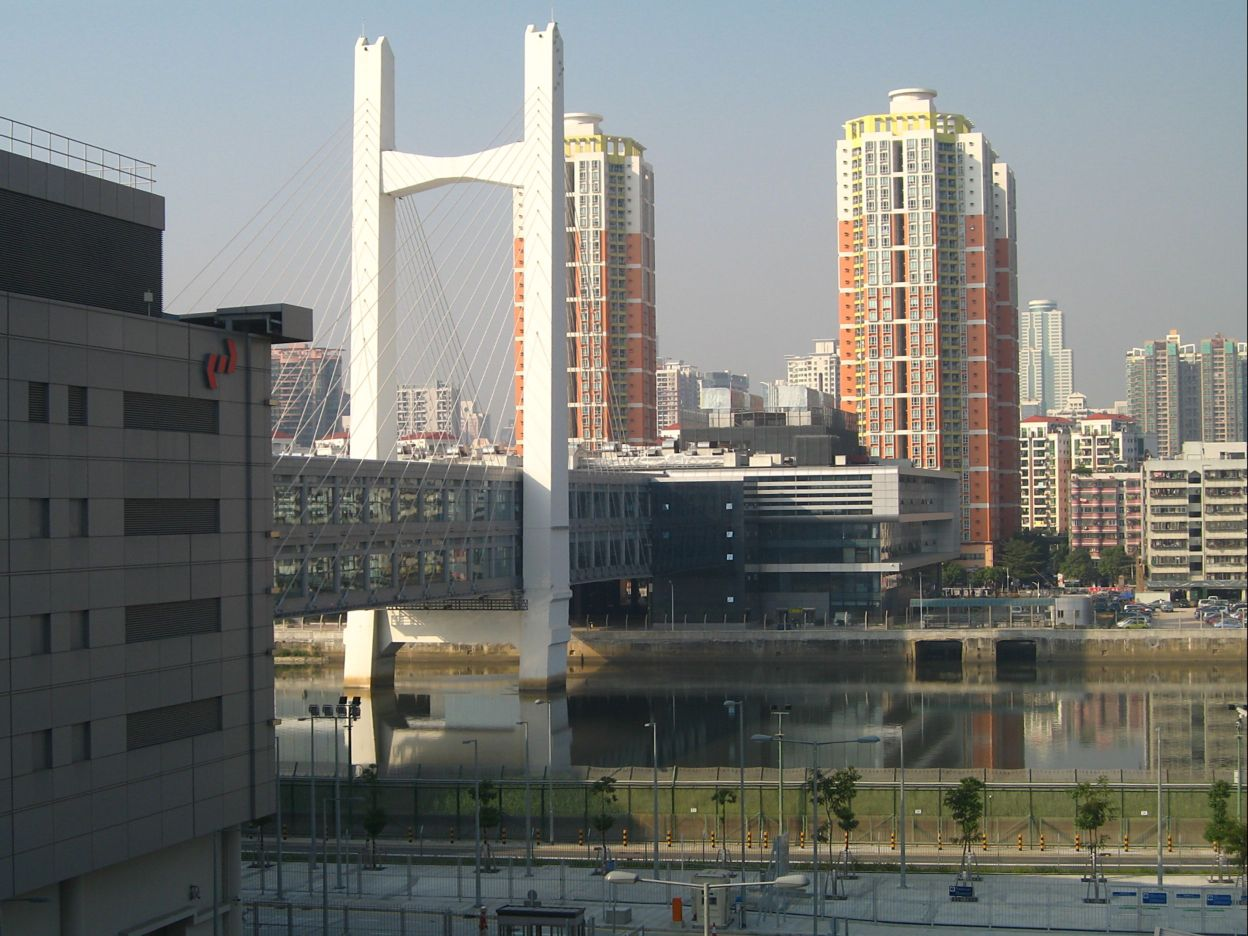
深圳への連絡橋
_{手前が落馬洲駅舎。川の向こうが深圳}

- 落馬洲駅公共運輸交匯処（中国語版、広東語版）
- 落馬洲花園
- 福田口岸
  - 深圳地下鉄竜華線（4号線）福田口岸駅
  - 深圳河

## バス路線
香港のバス
- 九龍バス（九巴）：
  - B1 - 天水圍（天慈）（中国語版） ↔ 落馬洲駅（中国語版、広東語版）、元朗（山水樓）（中国語版） ↔ 落馬洲駅（中国語版、広東語版）、天恩邨（中国語版） ↔ 落馬洲駅（中国語版、広東語版）

香港ミニバス
- 新界專線小巴：
  - 75 - 元朗（中国語版、広東語版）（福徳街） ↔ 落馬洲駅（中国語版、広東語版）

## 隣の駅
香港鉄路
■東鉄線
上水駅  - 落馬洲駅